# Momy
Pour l’article ayant un titre homophone, voir Mommy.
Momy (en béarnais Momin ou Moumi) est une commune française située dans le département des Pyrénées-Atlantiques, en région Nouvelle-Aquitaine.
Le gentilé est Momynois.

## Géographie

### Localisation
La commune de Momy se trouve dans le département des Pyrénées-Atlantiques, en région Nouvelle-Aquitaine.
Elle se situe à 30 km par la route de Pau, préfecture du département, et à 18 km de Morlaàs, bureau centralisateur du canton du Pays de Morlaàs et du Montanérès dont dépend la commune depuis 2015 pour les élections départementales. 
La commune fait en outre partie du bassin de vie de Lembeye.
Les communes les plus proches sont : 
Lucarré (2,1 km), Anoye (2,4 km), Baleix (2,8 km), Peyrelongue-Abos (3,0 km), Maure (3,3 km), Bentayou-Sérée (3,5 km), Villenave-près-Béarn (3,6 km), Luc-Armau (4,3 km).
Sur le plan historique et culturel, Momy fait partie de la province du Béarn, qui fut également un État et qui présente une unité historique et culturelle à laquelle s’oppose une diversité frappante de paysages au relief tourmenté.

### Communes limitrophes
Les communes limitrophes sont  Anoye, Baleix, Bentayou-Sérée, Lucarré, Maure, Peyrelongue-Abos, Sedze-Maubecq et Villenave-près-Béarn.
| Anoye         | Peyrelongue-Abos                       | Lucarré        |
| Baleix        | Momy                                   | Bentayou-Sérée |
| Sedze-Maubecq | Villenave-près-Béarn (Hautes-Pyrénées) | Maure          |

### Hydrographie

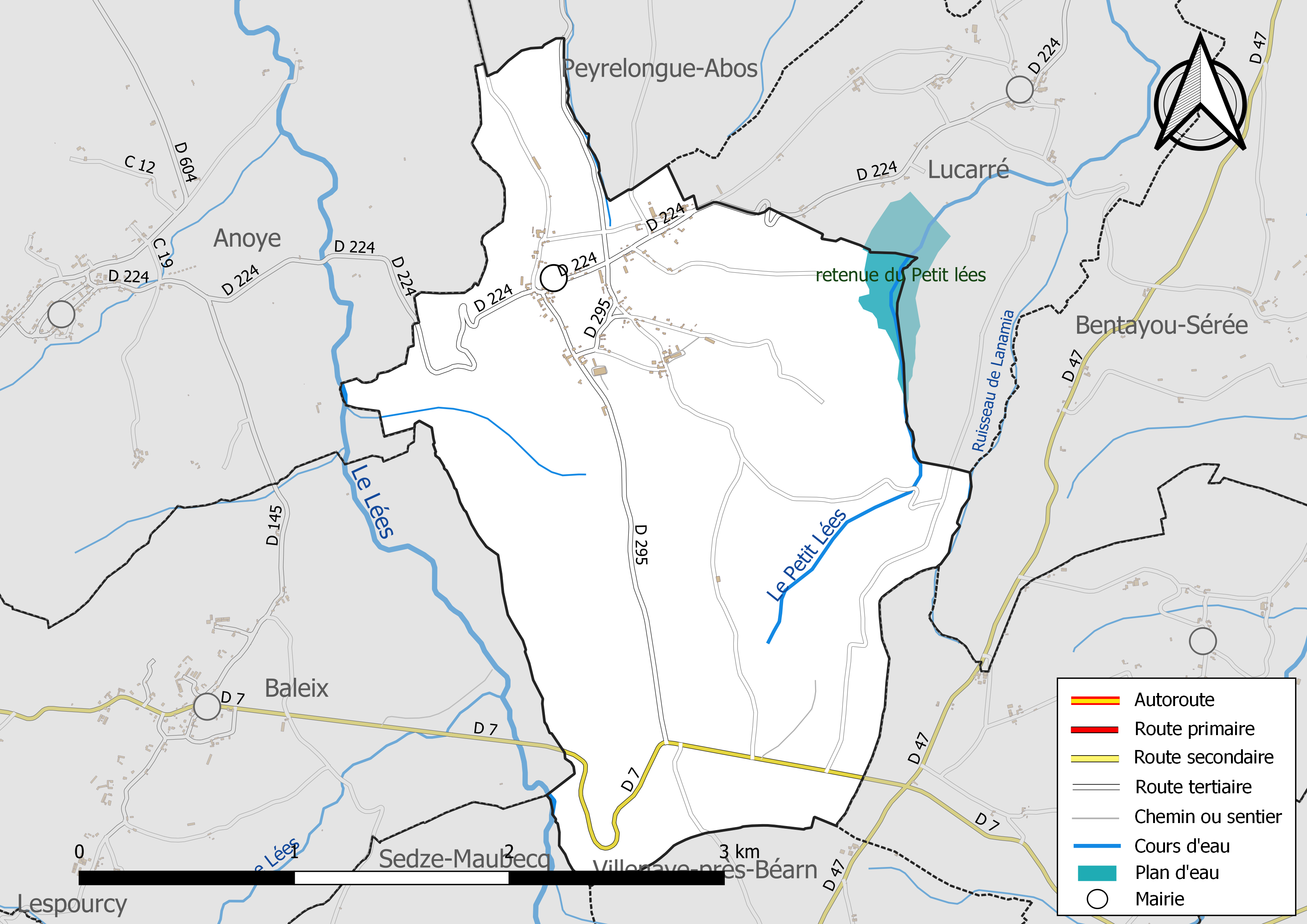
Réseaux hydrographique et routier de Momy.

La commune est drainée par le Laas, le Petit Lées, le ruisseau de Lanamia et par divers petits cours d'eau, constituant un réseau hydrographique de 4 km de longueur totale,.
Le Laas, d'une longueur totale de 13,8 km, prend sa source dans la commune de Coslédaà-Lube-Boast et s'écoule du sud vers le nord. Il traverse la commune et se jette dans le Léez à Baliracq-Maumusson, après avoir traversé 6 communes.
Le Petit Lées, d'une longueur totale de 11,6 km, prend sa source dans la commune et s'écoule du sud vers le nord. Il traverse la commune et se jette dans le Léez à Os-Marsillon, après avoir traversé 5 communes.

### Climat
Pour des articles plus généraux, voir Climat de la Nouvelle-Aquitaine et Climat des Pyrénées-Atlantiques.
Historiquement, la commune est exposée à un climat de montagne.  
En 2020, Météo-France publie une typologie des climats de la France métropolitaine dans laquelle la commune est toujours exposée à un climat de montagne et est dans la région climatique Pyrénées atlantiques, caractérisée par une pluviométrie élevée (>1 200 mm/an) en toutes saisons, des hivers très doux (7,5 °C en plaine) et des vents faibles.
Pour la période 1971-2000, la température annuelle moyenne est de 12,6 °C, avec une amplitude thermique annuelle de 14,8 °C. Le cumul annuel moyen de précipitations est de 1 094 mm, avec 11,3 jours de précipitations en janvier et 8,1 jours en juillet. Pour la période 1991-2020, la température moyenne annuelle observée sur la station météorologique la plus proche, située sur la commune de Vic-en-Bigorre à 13,03 km à vol d'oiseau, est de 13,1 °C et le cumul annuel moyen de précipitations est de 937,3 mm,. Pour l'avenir, les paramètres climatiques de la commune estimés pour 2050 selon différents scénarios d’émission de gaz à effet de serre sont consultables sur un site dédié publié par Météo-France en novembre 2022.

### Milieux naturels et biodiversité
Aucun espace naturel présentant un intérêt patrimonial n'est recensé sur la commune dans l'inventaire national du patrimoine naturel,,.

## Urbanisme

### Typologie
Au 1er janvier 2024, Momy est catégorisée commune rurale à habitat dispersé, selon la nouvelle grille communale de densité à sept niveaux définie par l'Insee en 2022.
Elle est située hors unité urbaine. Par ailleurs la commune fait partie de l'aire d'attraction de Pau, dont elle est une commune de la couronne,. Cette aire, qui regroupe 227 communes, est catégorisée dans les aires de 200 000 à moins de 700 000 habitants,.

### Occupation des sols

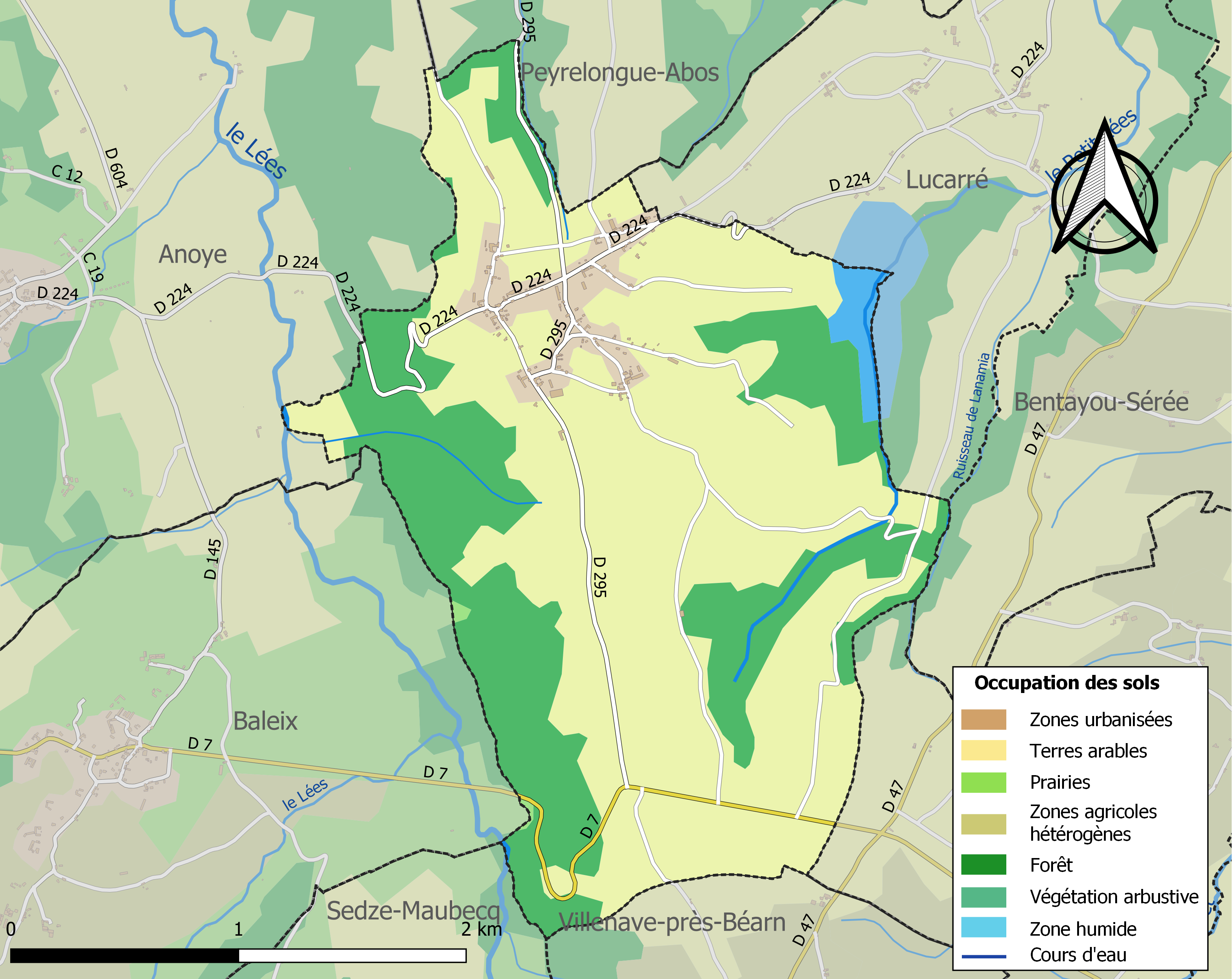
Carte des infrastructures et de l'occupation des sols de la commune en 2018 (CLC).

L'occupation des sols de la commune, telle qu'elle ressort de la base de données européenne d’occupation biophysique des sols Corine Land Cover (CLC), est marquée par l'importance des territoires agricoles (63,7 % en 2018), une proportion sensiblement équivalente à celle de 1990 (64,5 %). La répartition détaillée en 2018 est la suivante : 
terres arables (63,4 %), forêts (29,7 %), zones urbanisées (5 %), eaux continentales (1,5 %), prairies (0,3 %). L'évolution de l’occupation des sols de la commune et de ses infrastructures peut être observée sur les différentes représentations cartographiques du territoire : la carte de Cassini (XVIIIe siècle), la carte d'état-major (1820-1866) et les cartes ou photos aériennes de l'IGN pour la période actuelle (1950 à aujourd'hui).

### Lieux-dits et hameaux
- Arbus ;
- Baluzet ;
- Bounine ;
- Darrieu Merlou ;
- Joan ;
- Larché ;
- Palissat ;
- Salis ;
- l'Église.

### Voies de communication et transports
Elle est desservie par les routes départementales 7, 224 et 295.

### Risques majeurs
Le territoire de la commune de Momy est vulnérable à différents aléas naturels : météorologiques (tempête, orage, neige, grand froid, canicule ou sécheresse), inondations et séisme (sismicité modérée). Il est également exposé à un risque technologique,  le transport de matières dangereuses, et à un risque particulier : le risque de radon. Un site publié par le BRGM permet d'évaluer simplement et rapidement les risques d'un bien localisé soit par son adresse soit par le numéro de sa parcelle.

#### Risques naturels
Certaines parties du territoire communal sont susceptibles d’être affectées par le risque d’inondation par une crue à  débordement lent de cours d'eau, notamment le Léez et le Petit Lées. La commune a été reconnue en état de catastrophe naturelle au titre des dommages causés par les inondations et coulées de boue survenues en 1982, 1989, 1990 et 2009,.

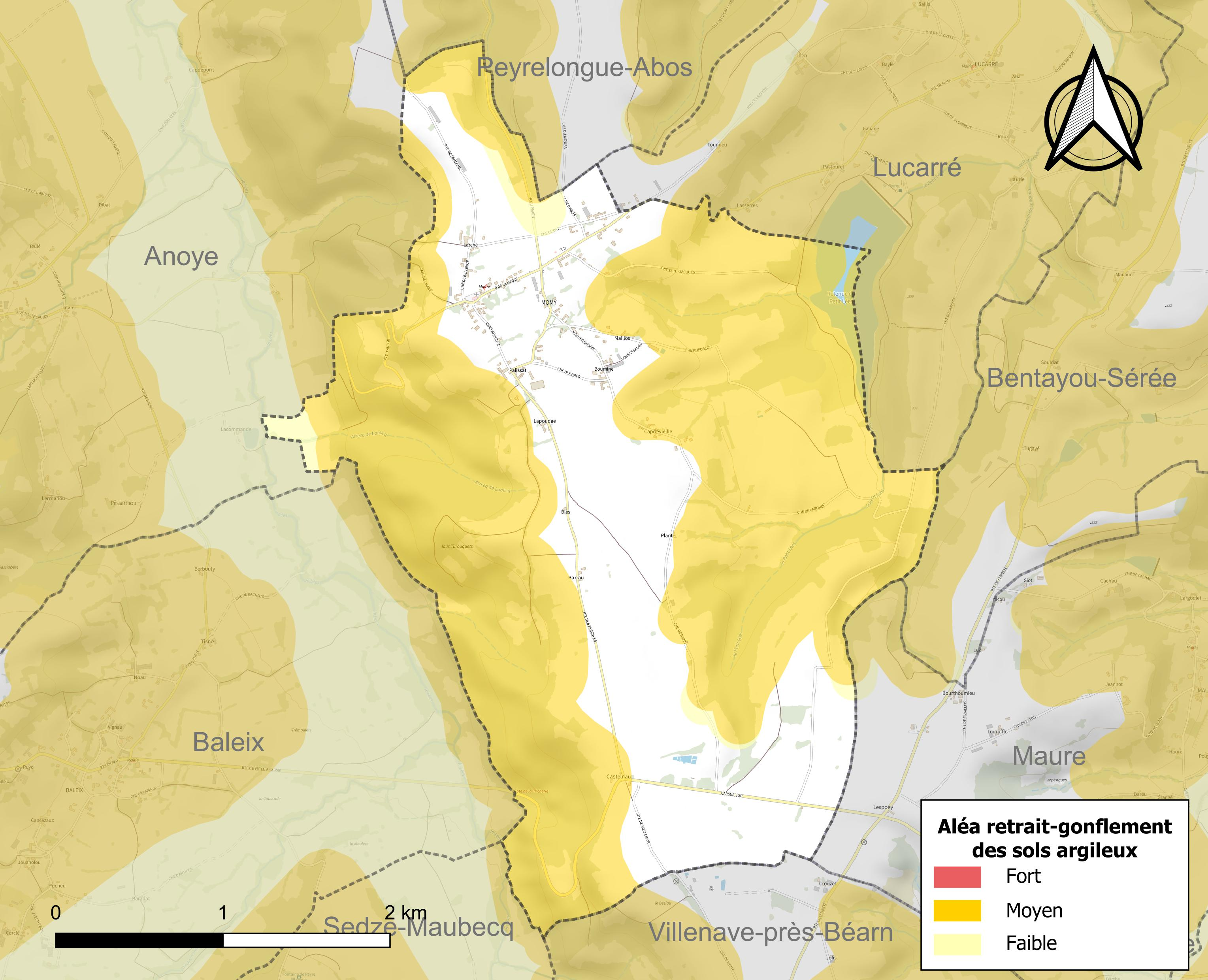
Carte des zones d'aléa retrait-gonflement des sols argileux de Momy.

Le retrait-gonflement des sols argileux est susceptible d'engendrer des dommages importants aux bâtiments en cas d’alternance de périodes de sécheresse et de pluie. 64,5 % de la superficie communale est en aléa moyen ou fort (59 % au niveau départemental et 48,5 % au niveau national). Depuis le 1er octobre 2020, en application de la loi ELAN, différentes contraintes s'imposent aux vendeurs, maîtres d'ouvrages ou constructeurs de biens situés dans une zone classée en aléa moyen ou fort,.

#### Risque particulier
Dans plusieurs parties du territoire national, le radon, accumulé dans certains logements ou autres locaux, peut constituer une source significative d’exposition de la population aux rayonnements ionisants. Selon la classification de 2018, la commune de Momy est classée en zone 2, à savoir zone à potentiel radon faible mais sur lesquelles des facteurs géologiques particuliers peuvent faciliter le transfert du radon vers les bâtiments.

## Toponymie
Le toponyme Momy apparaît sous les formes Sanctus-Johannes de Momii (vers 970, cartulaire de l'abbaye de Larreule), Momi (XIIIe siècle, fors de Béarn), Mon-Mir (XIVe siècle, censier de Béarn), Momin (1429, censier de Bigorre) et Moumy (1682, réformation de Béarn).
Son nom béarnais est Momin ou Moumi.
Le chemin de la Commande, reliant Momy à Anoye, est une partie du chemin Romiu, nom qui s'appliquait à tous les chemins suivis depuis le XIe siècle par les pèlerins de Saint-Jacques-de-Compostelle, couramment bordés de commanderies, d'hôpitaux ou auberges. Ce toponyme apparaît sous la forme lo molin deu Pont sur le Lés (1538, réformation de Béarn), qui désignait un moulin dépendant de la commanderie de l'ordre de Saint-Jean de Jérusalem.

## Histoire
En 1385, la commune comptait quarante-huit feux et dépendait de la bailliage de Montaner.

### Les Hospitaliers
Paul Raymond note que Momy était un membre de la commanderie de l'ordre de Saint-Jean de Jérusalem de Caubin et de Morlaàs. Lo molin deu Pont sur le Lés, qui désignait un moulin dépendant de la commanderie de l'Ordre situé sur la commune d'Anoye.

## Politique et administration
| Période                                  | Période  | Identité                      | Étiquette    | Qualité |
| ---------------------------------------- | -------- | ----------------------------- | ------------ | ------- |
| 1995                                     | 2001     | Irénée Doucinet-Darrieumerlou |              |         |
| 2001                                     | 2008     | Marc Gairin                   | UMP          |         |
| 2008                                     | 2014     | Marc Gairin                   | UMP          |         |
| 2014                                     | En cours | Marc Gairin                   | UMP, LR, REC |         |
| Les données manquantes sont à compléter. |          |                               |              |         |

### Intercommunalité
Momy fait partie de quatre structures intercommunales :
- la communauté de communes du Nord-Est Béarn ;
- le SIVU de la voirie du canton de Lembeye ;
- le syndicat d'énergie des Pyrénées-Atlantiques ;
- le syndicat intercommunal d'alimentation en eau potable (SIAEP) du Vic-Bilh Montanérès.

## Population et société

### Démographie
L'évolution du nombre d'habitants est connue à travers les recensements de la population effectués dans la commune depuis 1793. Pour les communes de moins de 10 000 habitants, une enquête de recensement portant sur toute la population est réalisée tous les cinq ans, les populations de référence des années intermédiaires étant quant à elles estimées par interpolation ou extrapolation. Pour la commune, le premier recensement exhaustif entrant dans le cadre du nouveau dispositif a été réalisé en 2004.

En 2022, la commune comptait 110 habitants, en évolution de −17,29 % par rapport à 2016 (Pyrénées-Atlantiques : +3,78 %, France hors Mayotte : +2,11 %).
| 1793 | 1800 | 1806 | 1821 | 1831 | 1836 | 1841 | 1846 | 1851 |
| ---- | ---- | ---- | ---- | ---- | ---- | ---- | ---- | ---- |
| 371  | 234  | 406  | 287  | 402  | 424  | 444  | 400  | 413  |

| 1856 | 1861 | 1866 | 1872 | 1876 | 1881 | 1886 | 1891 | 1896 |
| ---- | ---- | ---- | ---- | ---- | ---- | ---- | ---- | ---- |
| 413  | 354  | 344  | 316  | 304  | 305  | 289  | 278  | 269  |

| 1901 | 1906 | 1911 | 1921 | 1926 | 1931 | 1936 | 1946 | 1954 |
| ---- | ---- | ---- | ---- | ---- | ---- | ---- | ---- | ---- |
| 255  | 270  | 241  | 213  | 202  | 192  | 192  | 157  | 143  |

| 1962 | 1968 | 1975 | 1982 | 1990 | 1999 | 2004 | 2006 | 2009 |
| ---- | ---- | ---- | ---- | ---- | ---- | ---- | ---- | ---- |
| 145  | 137  | 126  | 105  | 98   | 108  | 120  | 130  | 127  |

| 2014 | 2019 | 2022 | - | - | - | - | - | - |
| ---- | ---- | ---- | - | - | - | - | - | - |
| 130  | 116  | 110  | - | - | - | - | - | - |

Momy fait partie de l'aire d'attraction de Pau.

## Économie
La société Total exploite un puits de pétrole sur la commune au lieu-dit Castetnau.

## Culture locale et patrimoine

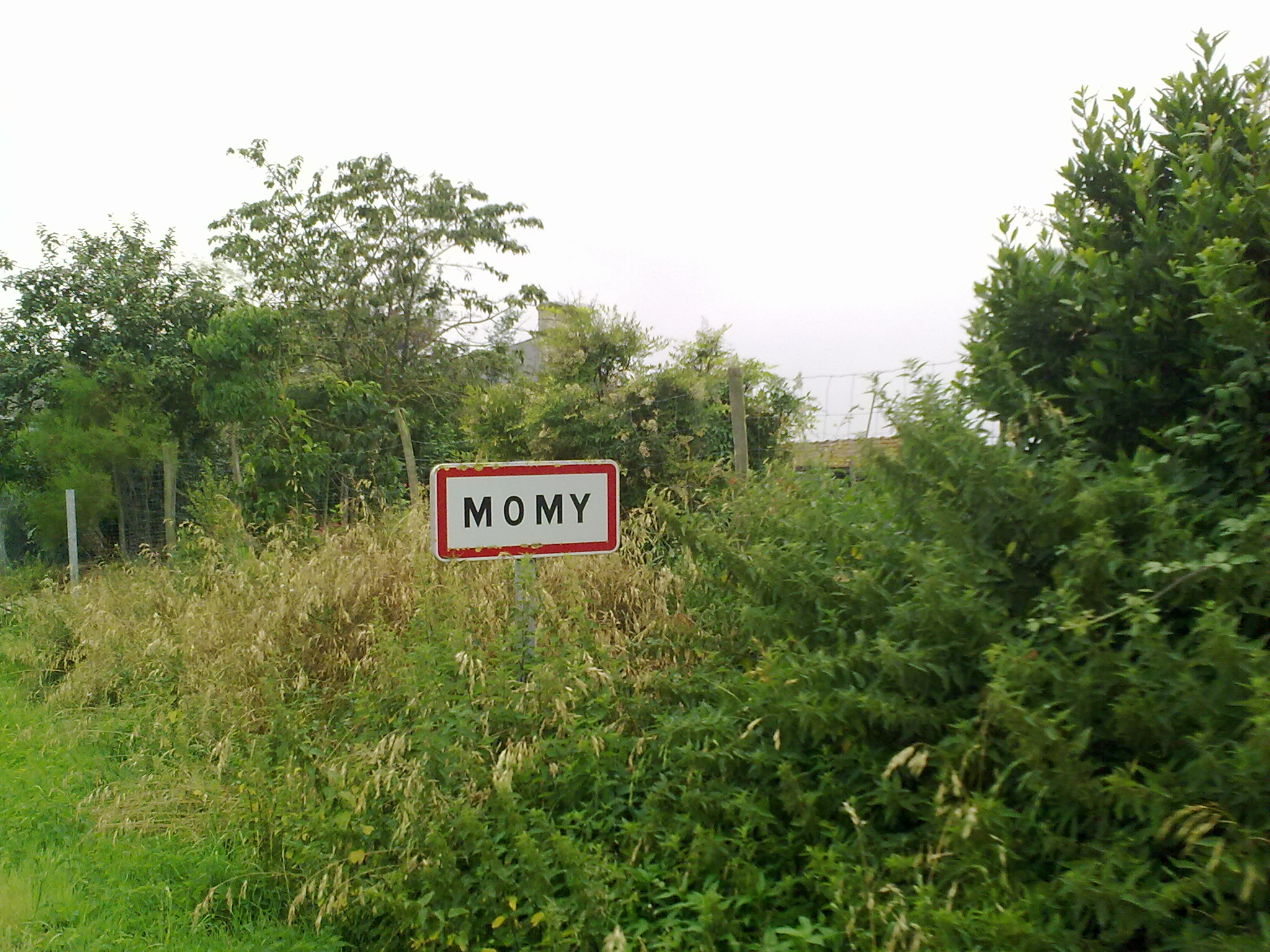
Entrée dans Momy.
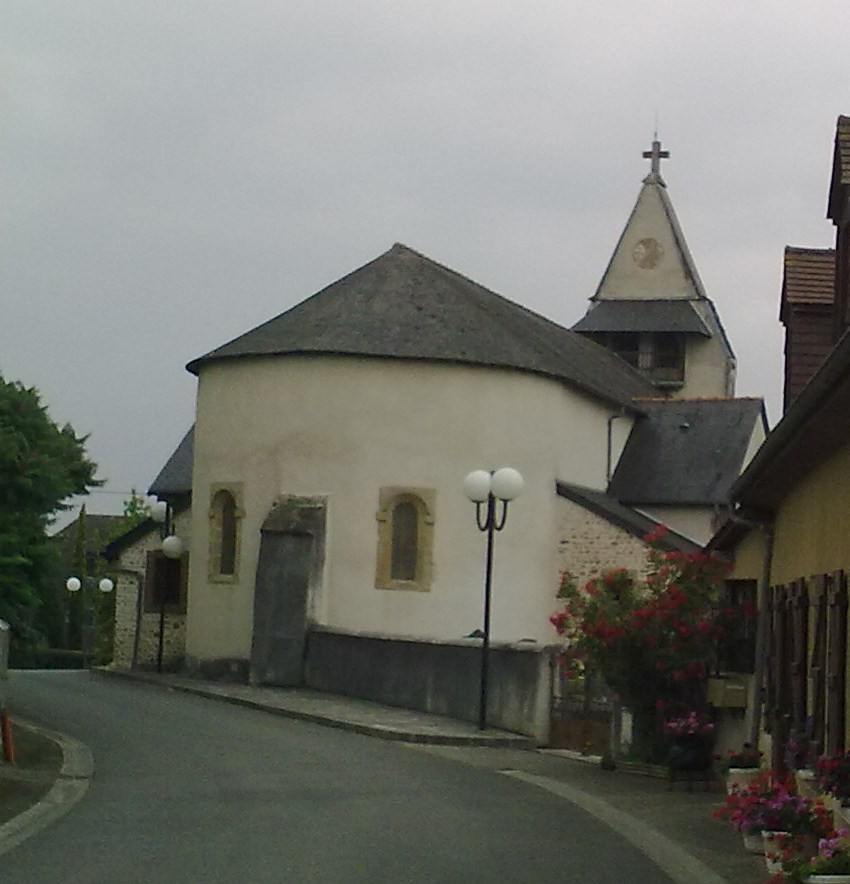
L'église Saint-Jacques.
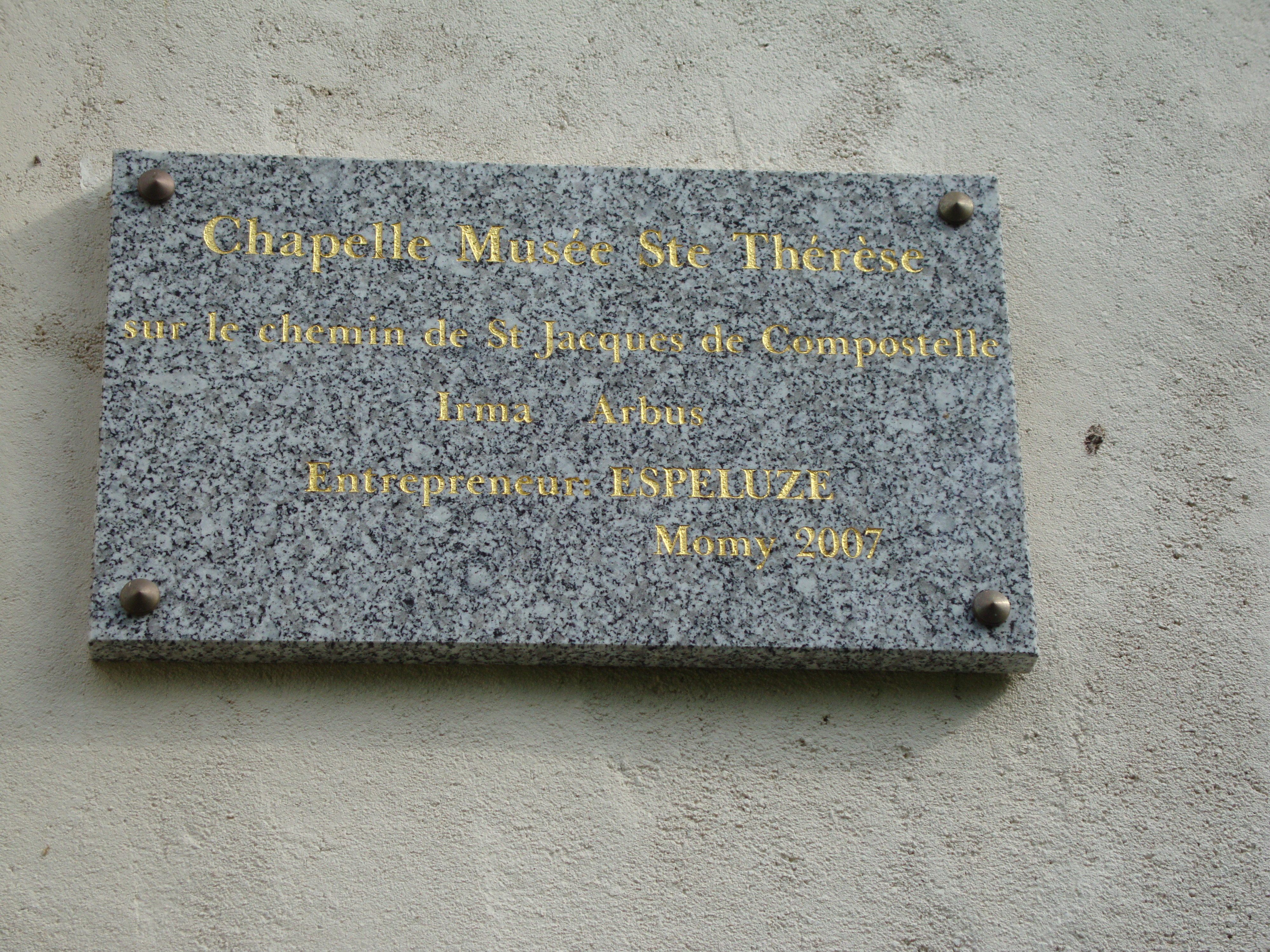
Momy sur le chemin de Saint-Jacques, la voie d'Arles.

### Patrimoine civil
Les vestiges d'un ensemble fortifié datant, semble-t-il, de la fin du XIIIe siècle ou du début du siècle suivant, témoignent du passé ancien du village.
Momy présente un ensemble de fermes et de demeures des XVIIIe et XIXe siècles.

### Patrimoine religieux
L'église Saint-Jacques date partiellement du XIIIe siècle. Elle recèle du mobilier, des tableaux, une statue, des verrières et des objets inscrits à l'inventaire général du patrimoine culturel.
La commune possède deux croix monumentales, l'une de 1760, placée dans le cimetière, et l'autre de 1882 au lieu-dit Palissat.